# 田鶴園子
田鶴 園子（たづる そのこ、本名：田中利子、1907年10月25日 - 1989年10月8日）は、元宝塚歌劇団男役であった。大阪府大阪市天王寺区出身。妹も宝塚出身の御幸市子であり、夫は無声映画時代のスター俳優岡田時彦、一人娘が女優の岡田茉莉子である。

## 来歴・人物
1924年（大正13年）、宝塚少女歌劇団（現・宝塚歌劇団）に宝塚歌劇団14期生として入団する。同期生に浦野まつほ、嵯峨あきら、初音麗子らがいる。駆け出しのころから月組、1931年から花組で男役を務めて、1932年（昭和7年）に退団、前年に松竹蒲田撮影所を退社し「不二映画社」を設立したばかりの現代劇スター岡田時彦と結婚する（非入籍）。翌1933年1月11日には、東京市渋谷区代々木（現東京都）の新居で鞠子（岡田茉莉子）を出産した。
1933年春、京都の新興キネマ京都太秦撮影所（帝国キネマ太秦撮影所の後身）に入社する夫の岡田とともに京都に移住するが、翌1934年1月16日、鞠子の1歳の誕生日のわずか5日後、時彦が結核で死去した（30歳没）。以来、女手ひとつで一粒種である鞠子を育てることになる。
1938年、ダンス教師の資格をとり、単身上海の日本人祖界に渡る。その間、鞠子を大森区北千足町（現大田区北千束）に住む妹の御幸市子に預ける。1940年、御幸が東宝で演出家をしていた山本紫朗と結婚したのを期に、翌1941年、娘を上海に呼び寄せたが、1944年にはやはり再び御幸に預けることとなる。
その後鞠子を1951年、強い希望で東宝演技研究所に入所させる（第3期東宝ニューフェース）。鞠子は、時彦に芸名を与えた谷崎潤一郎によって「岡田茉莉子」と命名され、同年8月17日、川端康成原作、成瀬巳喜男監督の東宝映画『舞姫』でデビューすることになる。
一人娘の岡田茉莉子が映画界入りしても楽屋に手伝いに来るようなこともなく家庭で岡田を支えることに徹していたが、後年岡田が仕事のメインを映画から舞台へ移した頃からは岡田の出演舞台の楽屋へは度々顔を見せるようになり、楽屋内でもその人柄から慕われていたという。1989年10月8日に病没、81歳没。

## 出演
- ジャックと豆の木（月組、お伽歌劇） 1930年2月 作白井鐵造、出演深雪鏡子、速水岩子、初音麗子
- セニョリータ（月組、レヴュー） 1931年1月 作白井鐵造、出演天津乙女、門田芦子、巽寿美子、草笛美子
- 短波長発信機（月組、ナンセンス） 1931年7月 作竹原光三、出演巽寿美子、嵯峨あきら、小夜福子
- 那須野（花組、舞踊劇） 1931年12月 作坪内士行、出演奈良美也子、瀧川末子、如月照子
- 七夕船（花組、歌劇） 1932年6月 作久松一聲、出演秋月さえ子、奈良美也子